# Orkidopexi

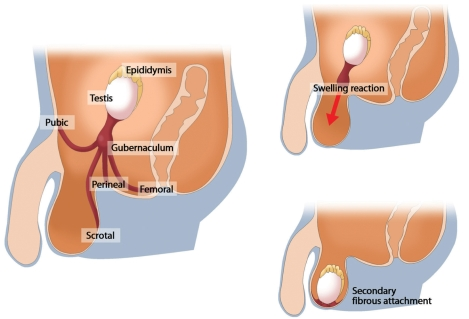
Orkidopexins olika stadier.

Orkidopexi (av grekiskans ὄρχις orchis, "testikel") är ett kirurgiskt ingrepp som innebär att man syr fast en testikel i pungen; ingreppet avser en testikel som inte vandrat ner i pungen, så kallad kryptorkism. Orkidopexi genomförs även vid testikeltorsion.

### Webbkällor
- ”Orkiopexi”. Svensk MeSH. Karolinska Institutet. https://mesh.kib.ki.se/term/D056126/orchiopexy. Läst 6 oktober 2020.